# 本多の森北電ホール
本多の森北電ホール（ほんだのもりほくでんホール）は、石川県金沢市石引にあるコンサートホール。北陸電力がホールを所有しており、運営は本多の森ホール運営委員会が行っている。
建物は「石川厚生年金会館」として竣工。2008年12月に北陸電力が引き継ぎ、2009年10月に名称を「北陸電力会館 本多の森ホール」とした（通称「本多の森ホール」）。その後、シンプルな名称とするため、2023年7月1日に「本多の森北電ホール」に名称を変更した。
本項目では、ホールに併設する石川県本多の森庁舎（いしかわけんほんだのもりちょうしゃ）についても記載する。

## 概要
兼六園の隣、石川県立美術館・石川県立歴史博物館など文化施設が集まる本多の森公園の一角に位置している。公園内の石川護国神社の隣にあった石川県営兼六園野球場（1973年閉鎖）の跡地に1977年（昭和52年）に完成した。建築家黒川紀章による設計で、施工は熊谷組。
旧石川県営兼六園野球場の形状に沿った扇形の外観であり、収容人数は1707席。外壁は金沢の町家をイメージし、黒川が好んだ利休ねずみの塗色が使用されている。また、周囲の景観に配慮し低層構造にしている。完成した翌年の1978年（昭和53年）には第19回BCS賞を受賞している。

## 石川厚生年金会館
会館開業当時の名称は石川厚生年金会館（いしかわこうせいねんきんかいかん）。厚生年金保険加入者の福祉増進を目的として社会保険庁が設置した厚生年金福祉施設であり、全国に所在する厚生年金会館の一つである石川厚生年金会館（通称：ウェルシティ金沢）の付帯施設の一つであった。大ホール以外にはシティホテル機能や結婚式場を備えていた。
施設保有権が社会保険庁から独立行政法人年金・健康保険福祉施設整理機構（RFO）に移管され、他の厚生年金会館と同様に施設の民間への売却が検討されていた。RFOは一般競争入札を実施し、北陸電力が9億円の価格で落札した。
入札結果を受け、RFOは2009年（平成21年）8月31日の営業終了後に施設を北陸電力に施設を引き渡し、同社は大ホールの名称を「北陸電力会館 本多の森ホール」（通称：本多の森ホール）とすることを決定した。
2009年（平成21年）10月16日にホール部分が「北陸電力会館 本多の森ホール」として開館し、ホール外の施設には北陸電力によるPRコーナー「What's ほくでん なるほど館」が設けられている。

## 石川県本多の森庁舎
旧石川厚生年金会館のホテル・結婚式場の部分は石川県が取得。これまで利用していた「石川県広坂庁舎」を廃止し、2011年（平成23年）3月14日に「石川県本多の森庁舎」として開設した。現在、石川県立生涯学習センター、ジョブカフェ石川などが入居している。
主な入居団体等
- 石川県商工労働部労働企画課
  - いしかわ女性再チャレンジ支援室
  - マザーズハローワーク金沢
- 石川労働局
  - ヤングハローワーク金沢
- ジョブカフェ石川 金沢センター
- 石川県立生涯学習センター（石川県教育委員会）

## 交通
公共交通機関（路線バス）
- 金沢ふらっとバス（菊川ルート）「本多の森ホール」バス停すぐ[13]。
- 北陸鉄道バス「出羽町」バス停より徒歩約3分。

自動車
- 西日本旅客鉄道（JR西日本）・IRいしかわ鉄道 金沢駅より約15分。
- E8 北陸自動車道 金沢東IC・金沢西ICより約25分。